# 黄舣镇
黄舣镇，是中华人民共和国四川省泸州市江阳区下辖的一个乡镇级行政单位。2019年12月，撤销弥陀镇，将其所属行政区域划归黄舣镇管辖。

## 行政区划
黄舣镇下辖以下地区：
黄舣社区、黄桥社区、龙头铺村、化锋村、金刚村、石面村、华堂村、永兴村、新街堂村、蟠龙湾村、三潭村、九聚村、姚村、跃进村、大石村、邓元村、盘龙村、罗湾村、郭石村和长山村。